# 산나 마린
산나 미렐라 마린(핀란드어: Sanna Mirella Marin, 1985년 11월 16일~)은 제46대 핀란드의 총리(2019~2023)를 지낸 핀란드의 정치인이다. 산나 마린은 사회민주당의 대표(2020~2023)를, 핀란드 의회 의원(2015~2023)을 역임했다. 2023년 9월 핀란드 의회 의원직을 사임하고 토니 블레어 연구소의 정치 지도자 개혁 프로그램의 전략 고문이 됐다.
헬싱키에서 태어나 탐페레에 자랐으며 탐페레 대학을 졸업했다. 2006년 사민당의 청년 조직인 사회민주청년당에 입당하여 2010~2012년 부회장을 지냈다. 탐페레 시의회 의원을 지냈고 이후 핀란드 의원에 당선됐다. 안티 린네 총리가 우체국 파업 논란으로 사임하면서 2019년 12월 8일 총리로 선택됐다. 34세의 나이로 총리에 취임하며 핀란드 역사상 최연소 총리가 됐다.
총리로서 마린은 코로나19 범유행 대응을 이끌었다. 2022년 러시아의 우크라이나 침공을 비난하고 우크라이나에 대한 지지 목소리를 냈다. 2023년 북대서양 조약 기구(NATO)에 가입했다. 의무 교육을 확대했다. 공공 보건복지서비스 전달을 개선하고 서비스의 지역 간 불평등을 완화하는 개혁을 이끌었다 총리 임기 내내, 사적 파티 영상과 사진이 유출되는 등의 일로 비판을 받기도 했다. 2023년 핀란드 총선에서 사회민주당이 원내 3당이 되면서 총리직에서 물러났고 동년 9월 전당대회에서 당대표직에 도전하지 않았다. 후임 총리는 국민연합당의 페테리 오르포다.

## 생애
마린은 1985년 11월 16일 헬싱키에서 태어났다. 산나는 에스포와 피르칼라에서 살다가 탐페레로 이사했다. 산나의 부모는 산나가 매우 어릴 적에 이혼했는데, 가족이 재정적 어려움을 겪었고, 산나의 아버지는 알콜 중독이었다. 부모가 이혼한 이후, 마린은 어머니가 데려갔고, 마린의 어머니는 새로운 여자 동반자와 살게 되었다.
마린은 19살이 되던 2004년에 피르칼라 고등학교를 졸업했다. 산나는 2017년 탐페레 대학교의 행정과학부를 졸업했다.
마린은 사회민주청년회에서 2006년 합류하였고, 2010년부터 2012년까지 부통령 직을 맡았다.
2008년 핀란드 지방선거에서 마린은 후보에 올랐지만 당선되지는 않았다. 산나는 2012년부터 정치에서 본격적으로 활동하기 시작했다. 2012년 핀란드 지방선거에서 산나는 27세의 나이에 탐페레 시의회에서 당선되었고, 이는 산나의 정치 경력에 있어서 돌파구와도 같은 순간이었다. 산나는 시의회의 의장을 2013년부터 2017년까지 역임했고, 2017년 핀란드 지방선거에서 산나는 탐페레 시의원 재선에 성공했다. 산나는 2013년부터 2016년까지 피르칸마 지역의회의 의원이기도 했다.
산나는 2014년 사회민주당의 제2부주석에 취임했다. 2015년 핀란드 총선에서 산나는 피르칸마 선거구의 하원의원이 되어 핀란드 의회에 입석하게 되었다. 4년 후인 2019년 핀란드 총선에서 산나는 재선에 성공했다. 2019년 6월 6일, 산나는 핀란드 교통장관이 되었다.
2019년 12월, 사회민주당은 안티 린네의 뒤를 이어 핀란드 총리직을 계승할 후보로 산나를 선정했다. 안티 린네는 핀란드에서 발생한 우편 파업을 제대로 다루지 못하면서 비판을 받게 되었지만, 2020년 6월까지 당의 공식적인 지도자로 남게 되었다. 산나는 라이벌이었던 안티 린트만을 아슬아슬하게 이겼다. 산나는 현재 마린 내각을 이끌고 있다. 마린 내각은 5개의 정당으로 구성된 연합 정부로 19명의 총리 중 12명은 여성이다. 마린 내각은 린네 내각의 정치 형태와 정당이 그대로 유지되고 있다.
2020년 코로나19 대유행이 찾아오면서 산나는 외신에 의해 팬데믹에 비교적 훌륭히 대처했다는 평가를 받는다. 마린 내각은 선별진료와 사회적 거리두기, 바이러스 고위험군인 고령자의 외출 자제 등을 국민들에게 대국적으로 홍보하고 기존에 준비되어 있던 의료물자를 효율적으로 활용하여 마스크 수급 부족 등의 문제점을 막는 데에 성공하였다. 특히 대한민국에서 신천지예수교 증거장막성전으로 인해 감염자가 폭증하자 즉각적으로 대한민국과의 항공편을 단절하는 등 적극적이고 선제적인 조치로 주목을 받아, 여당인 사회민주당뿐만 아니라 야당인 보수 국민연합당의 지지자 중에서도 코로나 기간 중 2/3 이상의 지지를 지속적으로 받았다. 이후 오미크론 변이가 확산할 때 클럽에 방문한 것이 알려져 사과문을 올리기도 했다.
2020년 8월 1일, 산나는 18세 때부터 만난 지 16년이 된 남자친구 마르쿠스 래이쾨넨과 헬싱키 관저에서 결혼식을 올렸다. 두 사람은 이미 딸을 두고 있으며, 코로나19 여파로 인하여 결혼식 하객으로는 가족과 친구 등 40명 정도만 참석했다.